# Mount Bryce
Mount Bryce är ett berg i Kanada.   Det ligger i provinsen Alberta, i den centrala delen av landet, 3 100 km väster om huvudstaden Ottawa. Toppen på Mount Bryce är 3 507 meter över havet, eller 1 337 meter över den omgivande terrängen. Bredden vid basen är 7,4 km.
Terrängen runt Mount Bryce är huvudsakligen mycket bergig.Trakten runt Mount Bryce är nära nog obefolkad, med mindre än två invånare per kvadratkilometer.. Det finns inga samhällen i närheten. 
Trakten runt Mount Bryce består i huvudsak av gräsmarker.